# Katholische Universität Valencia Sankt Vinzenz der Märtyrer
Die Bischöfliche Katholische Universität Valencia „Sankt Vinzenz der Märtyrer“ (spanisch Universidad Católica de Valencia San Vicente Mártir; valencianisch Universitat Catòlica de València San Vicente Mártir; Abk. UCV) ist eine private Universität in römisch-katholischer Trägerschaft mit Sitz in Valencia, Spanien.

## Hochschule
Die Hochschule wurde von Erzbischof Agustín García-Gasco Vicente am 8. Dezember 2003 mit staatlicher Anerkennung gegründet. Namensgeber ist der Märtyrer Vinzenz von Valencia. Vorläufer der Hochschule war die Pädagogische Hochschule Edetania (* 1969) und die Edetania-Stiftung (* 1974) sowie eine vertragliche Vereinbarung zwischen dem Erzbischof von Valencia Miguel Roca Cabanellas und der Universität Valencia aus dem Jahre 1979.  Großkanzler ist derzeit Antonio Kardinal Cañizares Llovera, Erzbischof von Valencia.
Die Hochschule bietet Bachelor-, Master- und PhD-Abschlüsse in Aus- und Weiterbildung an.

## Fakultäten
- Fakultät für Bildung und Sport
- Fakultät für Psychologie und Gesundheitswissenschaften
- Fakultät für Soziologie und Geisteswissenschaften
- Fakultät für experimentelle Wissenschaften
- Fakultät für Wirtschaftswissenschaften
- Medizinische Fakultät
- Fakultät für Sozialwissenschaften und Recht

sowie
- Schule für Krankenpflege